# Podolin (województwo wielkopolskie)
Podolin – wieś pałucka w Polsce położona w województwie wielkopolskim, w powiecie wągrowieckim, w gminie Wapno.

## Historia
Pierwsza historyczna wzmianka dotycząca wsi Podolin pochodzi z XII wieku. W roku 1136 papież Innocenty II wydał bullę dla arcybiskupstwa gnieźnieńskiego, w której wymienił wszystkie wsie wchodzące w skład uposażenia archidiecezji, wśród których wymieniony został i Podolin. W okresie Polski Ludowej sołtysem Podolina był Stanisław Mazur.
W latach 1975–1998 miejscowość położona była w województwie pilskim.